# 二月政爭

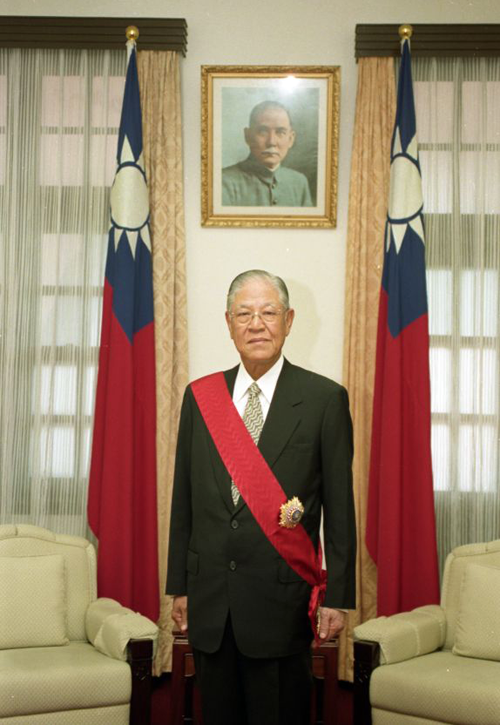
中華民國總統李登輝於二月政爭最後獲勝，此後長期主導台灣政局。

二月政爭是指在1988年1月13日時任中華民國總統兼中國國民黨主席蔣經國逝世後一連串中國國民黨黨內及臺灣政治的權力鬥爭。主角為以當時繼任總統兼國民黨主席李登輝為首為主的「主流派」，以及「非主流派」。由於兩派的政治角力在1990年2月以後逐漸白熱化，因而稱作「二月政爭」。此次政爭也影響到後來國民黨的分裂。二月政爭也突顯蔣中正家族勢力在蔣經國逝世僅兩年便失去大局的影響。
當初以李登輝總統為首的國民黨主流派方面，除本省籍的連戰、黃主文等人外，也有不少要角為外省籍人士，例如李元簇、俞國華、宋楚瑜與馬英九等。

## 李登輝代理國民黨主席案
1988年1月13日，時任中華民國總統兼中國國民黨主席的蔣經國逝世，副總統李登輝依照《中華民國憲法》繼任總統。接著，國民黨內部出現討論：李登輝是否同時要接任黨主席？
黨內支持李登輝的一派（擁李派）主張，由他暫時代理主席，再等到7月13日的全國代表大會正式確認。當時的國民黨秘書長李煥也屬於擁李派，他原本規劃在1月20日由行政院長俞國華提出提案，讓李登輝成為代理主席。
不過，黨內也有不同聲音。1月19日，身在美國的蔣宋美齡（蔣介石遺孀）寫信給李煥，建議應該依照孫中山過世時的先例，由中央常務委員會來決定，而不是直接推舉李登輝。她的意見被視為介入這場黨內權力爭議。為了避免衝突，李煥與俞國華、沈昌煥討論後，向李登輝報告情況，最後決定把代理主席的提案延到1月27日再處理。
這段時間還發生了「合眾社報導事件」。當時有報導稱「國民黨中常會全體支持李登輝接任主席」，消息被《自由時報》披露後引起外界注意。但事後查證，並沒有找到這則「合眾社報導」的來源，有人認為這是假消息，背後可能是李煥、俞國華以及媒體人余紀忠策劃。
到了1月27日，中常會正式開會，準備表決李登輝的代理主席案。就在俞國華準備提案之前，只有「列席資格」的副秘書長宋楚瑜突然起身發言，激動呼籲支持李登輝代理主席，說完便立刻離席。他的舉動被外界形容為「臨門一腳」，讓提案順利通過，因此宋楚瑜也被歸為擁李派。不過，也有人認為即使沒有宋楚瑜的舉動，李登輝最終還是能順利成為代理主席。

## 雙李結盟到破裂

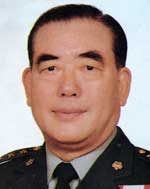
郝柏村成功動員軍系國代中的多數靠攏，意圖拉下李登輝，但最後功敗垂成，日後雖被李登輝任命為行政院院長以作權力平衡，但實際上是被李登輝拔去軍權。

蔣經國過世前一天曾召見李煥並長談2小時，二月政爭期間初期李煥支持李登輝，後又突轉向非主流派，其詳細原因始終成謎，只有部分傳言與外界分析不一而論，但種下日後國民黨分裂並影響台灣政局的遠因。
7月，國民黨第十三次全國代表大會李登輝當選黨主席，然而此時十三全會期間掌握黨機器權力的秘書長李煥在選舉中進行動員，以第一高票當選中央委員，而時任行政院院長俞國華卻只屈居35名。雖然李登輝當選黨主席，但會議期間李登輝完全沒有權力發揮的空間，全由李煥掌握。而俞國華則在立法院中受到李煥勢力的強烈攻擊，隔年5月提出辭呈。
1989年6月，李登輝任命李煥接任俞國華任行政院院長，引起部分輿論質疑此為李煥的安排，為了順帶逼退俞國華讓自己掌握黨、政大權，進而逼退李登輝。但也有人認為是李登輝為了防止李煥在黨內持續坐大，提升副秘書長宋楚瑜出任黨秘書長以架空李煥在黨內的地位。
1989年年底，李登輝正在尋找副總統搭檔人選，外界一般預測李煥會被提名，李煥也曾傳來有意更上層樓的消息，然而李登輝不希望從權力中心找人。:72面對李煥勢力的造勢，李登輝也出現不滿。1990年新春過後，李登輝透過文工會主任祝基瀅提出著名的副總統「五條件說」分別是
1. 在政界及學界有相當地位和歷練；也有良好成就
2. 能全心全意輔弼總統，而且曾與總統有共事經驗，能得到總統的相處
3. 將來無意競逐第九屆總統職位
4. 外省籍
5. 年齡略高於中生代。

最後李登輝選出了無政治班底的前總統府秘書長李元簇。李登輝希望副總統人選是謹守分際不多話的人，而李元簇除了具備上述外，其法學素養是李登輝認為在對推動政治改革中憲政與法制奠基上有幫助，因此得以出線。:72此時李煥突然向黨內「非主流派」靠攏，並希望非主流派另外提出正副總統人選向李登輝的主流派對抗。在前總政治作戰部主任王昇穿針引線下，2月9日「非主流派」李煥、林洋港、蔣緯國、郝柏村四巨頭會商，決定提出票選正副總統、推舉林蔣搭配。:203

## 國民黨臨中全會
李登輝原先打算在1990年2月11日國民黨臨時中央委員全體會議（臨中全會）上，提名李元簇為副手，然而李煥卻已私下與時任國防部長的郝柏村運作，打算撤換副總統人選。2月10日，李登輝陣營接獲國民黨副秘書長鄭心雄傳來消息，表示他到行政院時看到郝柏村剛離開，李煥並對他說「我們是自己人，這是絕對機密，明天的提名要改變」。鄭心雄即向李元簇報告，聽到李元簇轉述後的李登輝開始警惕。:73而李登輝祕書蘇志誠也收到李煥到總統府找郝柏村的消息，得知對方已展開動員的李登輝陣營，遂透過蘇志誠向媒體曝光副總統人選可能換人的消息，最好明天到中山樓會場圍堵這些當事人即可得到答案。李陣營認為此舉使消息曝光的壓力使「非主流派」產生內部信心問題，也製造欺敵效果。:74
最後在2月11日臨中全會中正式通過李登輝、李元簇代表國民黨參選正副總統。:75在提名後，李煥隨即舉手表示反對全體舉手鼓掌，應採取票選決定。隨後林洋港亦發言要求主席休會，現在去印選票，然後在下午投票表決「起立鼓掌」或「無記名投票」表決。李煥與林洋港的發言被視為與李登輝的公開決裂。:201而會議主席謝東閔並未休會，迅速進行表決。由於李煥、林洋港、郝柏村的公開發言支持票選，以帶動聲勢。暴露出「非主流派」確實有意將李登輝拉下台，亦導致許多中央委員因害怕「不可知的嚴重後果」，不敢反對李登輝。:155最後在國民黨180名中央委員中，票選派獲得70票、而贊成起立有99票。:201決定以起立鼓掌形式決定由李登輝、李元簇代表國民黨參選，「非主流派」的翻案功敗垂成。
| 出身來源         | 主張以起立方式決定 | 主張票選方式決定                                                                                   |
| ---------------- | --- | -------------------------------------------------------------------------------------------------- |
| 政府行政系統出身 | 李國鼎、邱創煥、吳伯雄、施啟揚、毛高文、許水德、張建邦、郭婉容、蘇南成、簡又新、丁懋時、余玉賢、黃大洲、劉景義、梁國樹、林振國、林豐正、瞿韶華、錢復、連戰 | 孫運璿、俞國華、沈昌煥、林洋港、陳履安、曾廣順、王建煊、馬英九、錢純、李煥                         |
| 民意代表         | 黃尊秋、何宜武、趙自齊、陳田錨、謝深山、陳健治、潘維剛、洪冬桂、林秋山、朱安雄、廖福本、李海天、蔡友土                                                     | 郁慕明、梁肅戎、周書府、鄭逢時、陳炯松、谷家華、張文獻、馬克任                                     |
| 黨務系統         | 宋楚瑜、章孝嚴、李鍾桂、蕭萬長、徐立德、馬鎮方、鍾榮吉、吳敦義、吳俊才、許文志、黃澤青、黃鏡峰                                                             | 魏鏞、關中、秦孝儀                                                                                 |
| 軍系             | 鄭為元、宋心濂 | 郝柏村、許歷農、羅張、宋長志、王昇、溫哈熊、言百謙、武士嵩、黃幸強、葉昌桐、楊亭雲、陳燊齡:157-158 |
| 其他             | 倪文亞、辜振甫、高育仁、許勝發、蕭天讚、林基源、張京育、陳治世、鍾湖濱                                                                                     | 吳建國、楊日旭、蔣孝勇、王家驊、周曉天、段宏俊、章孝慈、朱堅章、梁尚勇、張豫生、高惠宇、沈蓉       |
| 姓名不詳         | 43人 | 25人                                                                                               |
| 合計             | 99人 | 70人                                                                                               |

外界曾有謂翻案消息走漏是源自於國家安全局宋心濂的監聽，:203然而根據李登輝的回憶，宋心濂在事前並未提供有價值的情報。臨中全會之所以得知情況，全出自鄭心雄與黃復興內部的提醒。當時李登輝方面其實對情治單位仍未信任，甚至李陣營還擔心「情治系統選邊站，還曾小心謹慎避免自己被監控，不料對方竟先懷疑起國安局」。:78不過「非主流派」仍將宋心濂歸於擁李陣營，甚至將宋心濂與宋楚瑜、蘇志誠歸於擁李派的「兩宋一蘇」。
表面上，親李登輝的起立派主宰臨全會，然而親李陣營傳出總統選舉後將「秋後算帳」的傳聞亦使「非主流派」決議將戰線延至3月21日的國民大會選舉。:155而國民黨的鬥爭至此檯面化，開始出現所謂「主流派」、「非主流派」。:204
日後李登輝曾回憶，1990年春節前後這段時間。他因為精神壓力大，而在許多夜晚都無法安心睡不著覺。想起了埃及總統沙達特的故事——沙達特繼任總統之初經常睡不著，三更半夜仍在寢室走來走去不睡。沙達特的妻子看了就問：「你怎麼了？」沙達特回答：「我想起納瑟這二十年所發生的事，睡不著。」沙達特的妻子說：「忘掉納瑟，想想你自己的事。」李登輝以此故事，比擬當時他的心境。:76-77後來李登輝翻開《聖經》，翻到〈以賽亞書〉第三十七章三十五節，記載著「因我為自己的緣故，又為我僕人大衛的緣故，必保護拯救這城。」使李登輝安心下來，因為「如果這是神的旨意，那麼不管再怎麼辛苦，也要為台灣和下個世代來打拼」。:175

## 中華民國總統選舉
雖然最後在國民黨主席李登輝的壓制下仍以起立方式提名，但這場「主流派」與「非主流派」的戰爭卻延續到國民大會。「主流派」與「非主流派」隨著增額立委選舉亦延燒到立法院，形成以立委黃主文、陳哲男領導的被认为是亲主流派的「集思會」及立委趙少康、郁慕明主導的意见常与集思会相左的「新國民黨連線」。
2月底，未經改選已逾42年之久的第一屆國大代表滕傑突然結合少數國大代表宣佈推選司法院院長林洋港與蔣緯國參加該任正副總統選舉，3月4日，部分國代在台北市三軍軍官俱樂部組成「林洋港、蔣緯國參選誓師大會」，並在現場散發傳單指控李登輝是中国共产党黨員，陰謀毀滅國民黨。並有署名「愛國的大眾」傳單指責「李、宋集團」執政已使中華民國面臨亡國的時刻；更有署名資深國代的傳單呼籲三軍將士拿出東征、北伐的精神阻止「暴徒」（民主進步黨）的暴行，保護他們這群年邁力衰的革命老鬥士生命安全。而林洋港與蔣緯國則態度曖昧不明，林洋港先是表態「候選而不競選」，如果國代連署提名他為總統候選人，他不會拒絕。而在李登輝看來，林洋港只是李煥與郝柏村奪權鬥爭的棋子，反撲的保守勢力要一個虛位的本省籍人士當樣板，不會真把權力交到臺灣人手上。:78
對此總統府方面利用不同方法與林洋港接觸，包括請出經雙方同意的國民黨內「八大老」見面然而據李登輝回憶，在3月3日與「八大老」於官邸的首度對話中，對於政局安定並無具體建議。全場批評聲不斷，甚至陳立夫當眾指責蔣經國的不是。李登輝靜靜聽完黨國元老的「指教」，當下決定，「不能照他們的話做」。:773月5日，「八大老」接著在台北賓館與李煥、郝柏村、林洋港與蔣緯國見面。蔣彥士事後向李登輝報告，雙方同意由李登輝在3月7日中常會發表一篇平息政爭的講話後，再由林蔣二人宣布退選。:78
李登輝認為「八大老」未起作用，同意八大老的出現，是讓大家有講話的宣洩管道，他眼中真正有心調和鼎鼐的是省議員議長蔡鴻文，3月8日，蔡鴻文主動找林洋港再次懇談，蔡鴻文表示台灣南部鄉親對林洋港與外省人合作打擊李登輝非常不諒解，也不了解台北人為什麼要這麼鬧下去。這段談話給了林洋港極大衝擊，林洋港也深知國大情勢懸殊，最終林洋港辭謝國代推舉，:79而林洋港本身也有他的民間資訊來源，重要的一條線來自高雄的王玉雲。在關鍵的兩天當中，王玉雲捎來南部的民情，王玉雲對他說：「我個人絕對支持你，但南部的工商界人士罵你是台奸。」在蔡鴻文見林洋港時，林問蔡：「真有那麼嚴重嗎？」蔡說：「他這樣講算是客氣的了。」一向不肯「逆勢運作」的林洋港至此下了決心要退出。
3月9日下午二時，林洋港在未告知「反李聯盟」其他三位巨頭下，於台北賓館發表「不候選聲明」宣佈退選，並支持李登輝連任總統。當時李煥正在立法院備詢，直到立委黃河清以質詢方式宣布這項消息，才知道盟友棄他而去。:204而稍後，自日本返臺的蔣孝武也召開記者會，抨擊他的二叔蔣緯國「爭謀權位，互不相讓，置本黨理想於不顧」，更以不願浪費無謂時間，一秒鐘也不願付出的態度，不屑勸退他的二叔，造成蔣緯國相當難堪，使蔣緯國失去競選副總統的正當性。隨後宣稱「與林洋港共進退」的蔣緯國也於3月10日在陳立夫家密談後，同日上午於臺北賓館宣布退出副總統選舉，該連署行動告終。形成只有李登輝及李元簇參選的同額選舉。
然而這使得林洋港與李登輝關係逐漸生變，也使得林洋港表示「徐圖三年之後發展」。之後李登輝任命李煥內閣的時任國防部部長郝柏村出面組閣接下行政院院長職務，以防止李煥的反彈，此舉被認為是間接削去郝柏村的軍權，由李登輝正式以總統及三軍統帥身份掌握軍權（體現至1991年中華民國國慶閱兵），在日後消除外界對於政變的質疑。
臺灣各界對國大代表一連串擴權牟利及國民黨保守派的反撲，感到不耐並展開抗議，「罷課、罷稅、抗稅」的呼聲四起。由於民進黨主席黃信介及國代赴總統府請願，遭抬離毆辱而有升高抗爭強度的趨勢。1990年3月16日，9名國立臺灣大學的學生到中正紀念堂前靜坐抗議，拉出寫著「我們怎能再容忍七百個皇帝的壓榨」的白布條，為「野百合學運」揭開了序幕。
3月21日早上9時30分，中華民國第八任總統選舉開始舉行，752名國大代表有668名參加投票。經唱票後，時任總統李登輝在下午1點3分以641票獲得連任。與他搭檔的時任總統府秘書長李元簇，也於隔日的副總統選舉中獲得當選。
1993年林洋港辭去司法院院長一職，按照不成文規定司法院院長請辭禮貌性須向總統報告，傳聞林洋港辭職當日和總統府約下午5點到總統府與李登輝總統會面，林提早到總統府等李登輝，但李登輝卻遲至5點40分才出現，會面不到10分鐘李登輝隨即就離去。

## 後續發展及影響
- 二月政爭「非主流派」的失敗導致「非主流派」的出走或遭收編：1993年初李登輝藉著二屆立委選舉結果，迫使郝柏村內閣總辭下台。[4]:2151993年4月，「非主流派」大將邱創煥首先被安撫，承認過去主張「委任直選」的看法是錯誤的，並接受李登輝提名出任考試院院長。1993年10月，國民黨十四全大會後，被視為原屬關中的人馬、「非主流派」陣營中的詹春柏，亦接受安撫出任國民黨政策研究工作會主任。1994年省長選舉前夕，關中亦接受安撫，出任銓敘部部長，使「非主流派」的收編達到高潮。至此李登輝已不只是「主流派」領袖，同時亦兼顧「非主流派」利益。[4]:215
- 相對於邱創煥、關中等人被收編，一些「非主流派」的大老則在1993年8月的國民黨第十四次全國代表大會中，被逼到牆角。李登輝透過增列700名當然黨代表的方式，使十四全大會代表人數高達2100人。將「非主流派」所能掌握的380名至420名黨代表，稀釋到全體黨代表的三分之一不到。換句話說，李登輝可以牢牢掌握修改黨章所需的三分之二多數，同時「非主流派」無法掌握杯葛修改黨章所需要的三分之一少數。[4]:215-216以「新國民黨連線」為主的「非主流派」中生代權力人物，眼見在國民黨內已無可圖，終於在十四全大會召開前夕自立門戶，宣布出走成立了新黨，[4]:216與李登輝抗衡。1996年，「非主流派」集結起來提名兩張名單林洋港及陳履安參加1996年中華民國總統選舉，最後皆敗於李登輝。之後該派的政治人物便逐漸淡出台灣政壇。
- 雖然臨中全會票選派無力反轉，然而在郝柏村的運作下，臨全會上21席軍系中央委員出現12位倒戈支持票選、7票棄權，李登輝僅獲2票支持的局面：曾遭郝逼下台的溫哈熊支持「票選」；被視為李登輝親信的蔣仲苓、郭汝霖（空軍二級上將，時任戰略顧問）、郭宗清未如預期支持李，而是投棄權票維持中立；僅堅定支持李登輝的鄭為元與宋心濂投票支持「起立」。[5]:155-157然而軍系的倒戈也使李發覺傳統國民黨軍教育的軍系人馬介入政爭對自己不利。此事後也調整戰略格局，整頓軍系權力結構。日後涉入政爭的人皆被逐出權力核心：如羅張原本內定接宋心濂出任國家安全局局長，遭到李登輝否決；言百謙及王昇原本可望任華視公司董事長，被李裁示出局；受郝培植的葉昌桐因有「倒戈」之蹟，無望繼陳燊齡為參謀總長，反而是因在臨全會上非中央委員而無從表態的劉和謙被升任參謀總長，日後成為李登輝制郝的一著活棋。[5]:159
- 由於鄭心雄在此次政爭中押寶主流派成功，也使得其歸屬的派系海工會從原本只是國民黨中的小派系得以獲得提拔。包括屬於海工會的馬英九也獲得李登輝重用，從而在政壇上平步青雲。

## 其他
- 據國民黨特務谷正文指出，政爭其間當滕傑等人於中山堂召集「反李大會」時，當時會中軍旅出身且在特務機構相當活躍者，曾主張利用「武力制裁」，刺殺李登輝。但因為在港臺兩地只募得美金五百元跟臺幣五千元，根本無法給付槍手酬勞，遑論槍手安家費而作罷。[17]

## 主要人物
| - 主流派 - 李登輝（本省籍，臺北三芝人） - 李元簇（外省籍，湖南平江人） - 俞國華（外省籍，浙江奉化人） - 謝東閔（本省籍，彰化二水人） - 蔣彥士（外省籍，浙江杭州人） - 宋楚瑜（外省籍，湖南湘潭人） - 蘇志誠（本省籍，臺南新營人） | - 非主流派 - 林洋港（本省籍，南投魚池人） - 陳履安（外省籍，浙江青田人） - 李煥（外省籍，漢口市人） - 郝柏村（外省籍，江蘇鹽城人） - 宋美齡（外省籍，廣東文昌人） - 蔣緯國（外省籍，浙江奉化人） - 蔣孝勇（外省籍，浙江奉化人） |

## 相關書籍
- 林美挪編，1990，憤怒的野百合：三一六中正堂學生靜坐記實。台北：前衛出版社。
- 李登輝受訪，鄒景雯採訪紀錄，《李登輝執政告白實錄》。台北：印刻出版有限公司。2001年5月初版。
- 張友驊，《李登輝兵法－李、郝軍權爭霸戰》。台北：新高地出版社出版。1992年12月初版二刷。

## 外部連結
- 國民黨保守派：當年悄悄做政爭[永久]
- 李登輝「亞洲的智略」書摘系列之三: 拂曉召集化解二月政爭（页面存档备份，存于）